# Puiseux-en-Retz

Puiseux-en-Retz este o comună în departamentul Ain, Franța. În 1 ianuarie 2022 avea o populație de 221 de locuitori.